# Siccieu-Saint-Julien-et-Carisieu
Siccieu-Saint-Julien-et-Carisieu är en kommun i departementet Isère i regionen Auvergne-Rhône-Alpes i sydöstra Frankrike. Kommunen ligger i kantonen Crémieu som tillhör arrondissementet La Tour-du-Pin. År 2022 hade Siccieu-Saint-Julien-et-Carisieu 601 invånare.

## Befolkningsutveckling
Antalet invånare i kommunen Siccieu-Saint-Julien-et-Carisieu
Referens:INSEE